# Narcocorrido
A narcocorrido (drogballada) egy mexikói zenei irányzat, ami a norteño zenéből alakult ki. Ezt corrido hagyománynak hívják. 
Zenei alapként használják a polka ütemét, és a harmonikát.
A zenei szövegek leginkább a drogokról, a forradalmi harcosok történeteiről és a bűnözésről szólnak. Egy zenekritikus a narcocorrido zenét a gengszterraphez hasonlította, a dalszövegei miatt. A dalszövegek igazi dátumokat és helyeket tartalmaznak, de nem ritkán gyilkosságokról, kínzásról, csempészésről, illegális bevándorlásról szólnak. Olykor politikai korrupció ellen tiltakozó szövegek is felfedezhetők egyes dalokban, de ezek a száma elenyésző.

## Története
A narcocorrido zene legkorábbi képviselői között volt a Los Alegres de Terán nevű együttes, akik sok dalt vettek fel ebben a stílusban. Az 1980-as években Chalino Sánchez is nagyban hozzájárult a zenei irányzat terjedéséhez. Szövegei leginkább lelki fájdalmaiból álltak, de volt köztük társadalmi, gazdasági és forradalmi kérdéseket felvető szöveg is. Chalino Sánchezt egy koncert után 1992-ben meggyilkolták Culiacánban. Halála legendává tette őt, ezen zenekedvelők körében, és a zenei stílus átterjedt az Amerikai Egyesült Államokba, ott is leginkább Kaliforniába.
Különféle vállalatok, kormányzati ügynökségek, és civil tüntetők arra törekednek (évtizedek óta), hogy a narcocorridót tiltsák be, mert a társadalomra (főleg a fiatalabb generációkra) negatívan hat, és eltorzult kép alakul ki bennük a világról. Ezen kísérletekbe több rádióállomás is beszállt, volt, hogy napokig nem játszottak dalokat. Vicente Fox, Mexikó elnöke szintén azt javasolta, tiltsák be a narcocorridót.

## A zenei stílus terjedése
A narco-kultúra fontos szerepet kapott a zenei irányzat virágzásában. Mexikóban rajongói szinte himnuszként dicsőítik ezt a fajta zenét, ám nap mint nap tiltakoznak emiatt önkéntes szervezetek. Mexikóban a zene terjedésében nagy szerepet játszik az internet, ahonnan letölthetőek a dalok, mivel a boltokban tilos árulni a lemezeket. Kalózmásolatok is készülnek, melyeket külföldről hoznak országukba.

## Gyilkosságok
2006 és 2011 között több mint egy tucat ismert mexikói zenész, aki csatlakozott a narcocorrido műfajhoz, gyilkosság áldozata lett. Az erőszak tovább nőtt, és drogháborúk törtek ki. A legismertebb zenészek között volt Valentin Elizalde, aki halálával beállt a szomorú 27-esek klubjába és Zayda a Zayda y Los Culpables énekesnője (jelenleg az egyetlen énekesnői halott az évek óta tartó drogháborúban). Szintén gyilkosság áldozata lett Diego Rivas és Sergio Gómez is. 2010. június 26-án Sergia Vegát, akit El Shakaként ismertek, Sinaloa államban lőtték le. A rendőrség ugyan nyomoz az ügyben, a mexikói média szerint kicsi az esélye, hogy valaha is elkapják azokat a gyilkosokat, és drogbárókat, akiknek közük van a gyilkosságokhoz.
2013. április 25-én szintén a mexikói drogmaffia lelőtte Chuy Quintanilla mexikói narcocorrido zenészt-énekest. A kedélyek azóta sem csillapodtak, a rendőrség viszont tehetetlen.